# Джованні Рейна
Джованні Рейна (англ. Giovanni Reyna, нар. 13 листопада 2002, Сандерленд) — американський футболіст, півзахисник німецького клубу «Боруссія» (Дортмунд) та національної збірної США.
Має громадянство Португалії.

## Клубна кар'єра
Народився 13 листопада 2002 року в місті Сандерленд у сім'ї футболіста Клаудіо Рейни, який виступав за європейські клуби і збірну США та Даніель Іган, що виступала за жіночу збірну США. Був названий на честь колишнього одноклубника його батька по «Рейнджерс» Джованні ван Бронкгорста.
Тренувався в Академії футбольного клубу «Нью-Йорк Сіті», а влітку 2019 року перейшов у молодіжну команду німецької «Боруссії» з Дортмунда. У вересні 2019 року головний тренер «Боруссії» Люсьєн Фавр включив Рейну в заявку клубу на Лігу чемпіонів УЄФА 2019/20. 7 грудня 2019 року вперше був включений до складу «Боруссії» на матч Бундесліги, проти «Фортуни» з Дюссельдорфа, але залишився на лавці запасних. На початку 2020 року був переведений до основного складу клубу.
Дебютував у Бундеслізі 18 січня 2020 року в матчі проти «Аугсбурга», вийшовши заміну на 72-й хвилині, і у віці 17 років і 66 днів став наймолодшим американцем, що виходив на поле в чемпіонаті Німеччини. 4 лютого 2020 року в матчі 1/8 фіналу Кубка Німеччини 2019/20 проти бременського «Вердера» забив свій перший гол у професійній кар'єрі, при цьому ставши наймолодшим голеодором у історії Кубків Німеччині. 19 вересня 2020 року в матчі стартового туру сезону 2020/21 проти «Боруссії» з Менхенгладбаха забив свій перший гол у Бундеслізі. 20 листопада 2020 року Рейна продовжив контракт з «Боруссією Дортмунд» до літа 2025 року.

## Виступи за збірні
2016 року дебютував у складі юнацької збірної США (U-15). У складі збірної США до 17 років брав участь у юнацькому чемпіонаті світу 2019 року в Бразилії, де США не вийшли з групи. Загалом на юнацькому рівні взяв участь у 31 іграх, відзначившись 16 забитими голами.
Оскільки він також має португальське громадянство, народився в Англії і також має аргентинські корені, юнак теоретично мав вибір між чотирма країнами, але заявив,, що хоче виступати лише за США і 3 листопада 2020 року Рейна був вперше викликаний до національної збірної США — на товариські матчі зі збірними Уельсу 12 листопада і Панами 16 листопада. У матчі з валлійцями дебютував за зірково-смугастих, вийшовши у стартовому складі, а у матчі з панамцями забив свій перший гол за збірну у віці 18 років і 3 дні ставши третім наймолодшим автором гола в історії збірної США.
За підсумками 2020 року Рейна був визнаний найкращим молодим футболістом США.
| Дата       | Місто          | Господарі         | Результат  | Гості      | Турнір                                   | Голи | Примітки |
| ---------- | -------------- | ----------------- | ---------- | ---------- | ---------------------------------------- | ---- | -------- |
| 12-11-2020 | Суонсі         | Уельс             | 0 – 0      | США        | товариський матч                         | -    | 79'      |
| 16-11-2020 | Відень         | США               | 6 – 2      | Панама     | товариський матч                         | 1    | 68'      |
| 25-3-2021  | Вінер-Нойштадт | США               | 4 – 1      | Ямайка     | товариський матч                         | -    | 68'      |
| 28-3-2021  | Белфаст        | Північна Ірландія | 1 – 2      | США        | товариський матч                         | 1    | 62'      |
| 30-5-2021  | Санкт-Галлен   | Швейцарія         | 2 – 1      | США        | товариський матч                         | -    | 72'      |
| 3-6-2021   | Денвер         | США               | 1 – 0      | Гондурас   | Ліга націй КОНКАКАФ 2019—2020 - півфінал | -    | 78'      |
| 6-6-2021   | Денвер         | США               | 3 – 2 д.ч. | Мексика    | Ліга націй КОНКАКАФ 2019—2020 - фінал    | 1    | 82'      |
| 9-6-2021   | Санді          | США               | 4 – 0      | Коста-Рика | товариський матч                         | 1    | 74'      |
| 2-9-2021   | Сан-Сальвадор  | Сальвадор         | 0 – 0      | США        | Відбір до ЧС 2022                        | -    |          |
| 24-3-2022  | Мехіко         | Мексика           | 0 – 0      | США        | Відбір до ЧС 2022                        | -    | 60'      |
| 27-3-2022  | Орландо        | США               | 5 – 1      | Панама     | Відбір до ЧС 2022                        | -    | 46'      |
| 30-3-2022  | Сан-Хосе       | Коста-Рика        | 2 – 0      | США        | Відбір до ЧС 2022                        | -    | 61'      |
| 23-9-2022  | Дюссельдорф    | Японія            | 2 – 0      | США        | товариський матч                         | -    | 46'      |
| 27-9-2022  | Мурсія         | Саудівська Аравія | 0 – 0      | США        | товариський матч                         | -    | 30'      |
| 25-11-2022 | Ель-Хаур       | Англія            | 0 – 0      | США        | ЧС 2022 - груповий етап                  | -    | 83'      |
| 3-12-2022  | Ер-Раян        | Нідерланди        | 3 – 1      | США        | ЧС 2022 - 1/8 фіналу                     | -    | 46'      |
| 24-3-2023  | Сент-Джорджес  | Гренада           | 1 – 7      | США        | Ліга націй КОНКАКАФ 2022—2023 - 1-й етап | -    | 64'      |
| 27-3-2023  | Орландо        | США               | 1 – 0      | Сальвадор  | Ліга націй КОНКАКАФ 2022—2023 - 1-й етап | -    | 72'      |
| 15-6-2023  | Парадайз       | США               | 3 – 0      | Мексика    | Ліга націй КОНКАКАФ 2022—2023 - півфінал | -    | 75'      |
| 18-6-2023  | Парадайз       | США               | 2 – 0      | Канада     | Ліга націй КОНКАКАФ 2022—2023 - фінал    | -    | 46'      |
| 14-10-2023 | Іст-Гартфорд   | США               | 1 – 3      | Німеччина  | товариський матч                         | -    | 46'      |
| 17-10-2023 | Нашвілл        | США               | 4 – 0      | Гана       | товариський матч                         | 2    | 46'      |
| Усього     |                | Матчів            | 22         |            | Голів                                    | 6    |          |

## Титули і досягнення
- Володар Кубка Німеччини (1):

«Боруссія» (Дортмунд): 2020-21
Збірні
- Переможець Ліги націй КОНКАКАФ: 2021, 2023